# 1795
Portal Geschichte | Portal Biografien | Aktuelle Ereignisse | Jahreskalender | Tagesartikel

◄ |
17. Jahrhundert |
18. Jahrhundert
| 19. Jahrhundert | ►

◄ |
1760er |
1770er |
1780er |
1790er
| 1800er | 1810er | 1820er | ►

◄◄ |
◄ |
1791 |
1792 |
1793 |
1794 |
1795
| 1796 | 1797 | 1798 | 1799 | ► | ►►
Staatsoberhäupter  · Nekrolog  · Literaturjahr · Musikjahr
| Januar | Januar | Januar | Januar | Januar | Januar | Januar | Januar |
| Kw     | Mo     | Di     | Mi     | Do     | Fr     | Sa     | So     |
| ------ | ------ | ------ | ------ | ------ | ------ | ------ | ------ |
| 1      |        |        |        | 1      | 2      | 3      | 4      |
| 2      | 5      | 6      | 7      | 8      | 9      | 10     | 11     |
| 3      | 12     | 13     | 14     | 15     | 16     | 17     | 18     |
| 4      | 19     | 20     | 21     | 22     | 23     | 24     | 25     |
| 5      | 26     | 27     | 28     | 29     | 30     | 31     |        |

| Februar | Februar | Februar | Februar | Februar | Februar | Februar | Februar |
| Kw      | Mo      | Di      | Mi      | Do      | Fr      | Sa      | So      |
| ------- | ------- | ------- | ------- | ------- | ------- | ------- | ------- |
| 5       |         |         |         |         |         |         | 1       |
| 6       | 2       | 3       | 4       | 5       | 6       | 7       | 8       |
| 7       | 9       | 10      | 11      | 12      | 13      | 14      | 15      |
| 8       | 16      | 17      | 18      | 19      | 20      | 21      | 22      |
| 9       | 23      | 24      | 25      | 26      | 27      | 28      |         |

| März | März | März | März | März | März | März | März |
| Kw   | Mo   | Di   | Mi   | Do   | Fr   | Sa   | So   |
| ---- | ---- | ---- | ---- | ---- | ---- | ---- | ---- |
| 9    |      |      |      |      |      |      | 1    |
| 10   | 2    | 3    | 4    | 5    | 6    | 7    | 8    |
| 11   | 9    | 10   | 11   | 12   | 13   | 14   | 15   |
| 12   | 16   | 17   | 18   | 19   | 20   | 21   | 22   |
| 13   | 23   | 24   | 25   | 26   | 27   | 28   | 29   |
| 14   | 30   | 31   |      |      |      |      |      |

| April | April | April | April | April | April | April | April |
| Kw    | Mo    | Di    | Mi    | Do    | Fr    | Sa    | So    |
| ----- | ----- | ----- | ----- | ----- | ----- | ----- | ----- |
| 14    |       |       | 1     | 2     | 3     | 4     | 5     |
| 15    | 6     | 7     | 8     | 9     | 10    | 11    | 12    |
| 16    | 13    | 14    | 15    | 16    | 17    | 18    | 19    |
| 17    | 20    | 21    | 22    | 23    | 24    | 25    | 26    |
| 18    | 27    | 28    | 29    | 30    |       |       |       |

| Mai | Mai | Mai | Mai | Mai | Mai | Mai | Mai |
| Kw  | Mo  | Di  | Mi  | Do  | Fr  | Sa  | So  |
| --- | --- | --- | --- | --- | --- | --- | --- |
| 18  |     |     |     |     | 1   | 2   | 3   |
| 19  | 4   | 5   | 6   | 7   | 8   | 9   | 10  |
| 20  | 11  | 12  | 13  | 14  | 15  | 16  | 17  |
| 21  | 18  | 19  | 20  | 21  | 22  | 23  | 24  |
| 22  | 25  | 26  | 27  | 28  | 29  | 30  | 31  |

| Juni | Juni | Juni | Juni | Juni | Juni | Juni | Juni |
| Kw   | Mo   | Di   | Mi   | Do   | Fr   | Sa   | So   |
| ---- | ---- | ---- | ---- | ---- | ---- | ---- | ---- |
| 23   | 1    | 2    | 3    | 4    | 5    | 6    | 7    |
| 24   | 8    | 9    | 10   | 11   | 12   | 13   | 14   |
| 25   | 15   | 16   | 17   | 18   | 19   | 20   | 21   |
| 26   | 22   | 23   | 24   | 25   | 26   | 27   | 28   |
| 27   | 29   | 30   |      |      |      |      |      |

| Juli | Juli | Juli | Juli | Juli | Juli | Juli | Juli |
| Kw   | Mo   | Di   | Mi   | Do   | Fr   | Sa   | So   |
| ---- | ---- | ---- | ---- | ---- | ---- | ---- | ---- |
| 27   |      |      | 1    | 2    | 3    | 4    | 5    |
| 28   | 6    | 7    | 8    | 9    | 10   | 11   | 12   |
| 29   | 13   | 14   | 15   | 16   | 17   | 18   | 19   |
| 30   | 20   | 21   | 22   | 23   | 24   | 25   | 26   |
| 31   | 27   | 28   | 29   | 30   | 31   |      |      |

| August | August | August | August | August | August | August | August |
| Kw     | Mo     | Di     | Mi     | Do     | Fr     | Sa     | So     |
| ------ | ------ | ------ | ------ | ------ | ------ | ------ | ------ |
| 31     |        |        |        |        |        | 1      | 2      |
| 32     | 3      | 4      | 5      | 6      | 7      | 8      | 9      |
| 33     | 10     | 11     | 12     | 13     | 14     | 15     | 16     |
| 34     | 17     | 18     | 19     | 20     | 21     | 22     | 23     |
| 35     | 24     | 25     | 26     | 27     | 28     | 29     | 30     |
| 36     | 31     |        |        |        |        |        |        |

| September | September | September | September | September | September | September | September |
| Kw        | Mo        | Di        | Mi        | Do        | Fr        | Sa        | So        |
| --------- | --------- | --------- | --------- | --------- | --------- | --------- | --------- |
| 36        |           | 1         | 2         | 3         | 4         | 5         | 6         |
| 37        | 7         | 8         | 9         | 10        | 11        | 12        | 13        |
| 38        | 14        | 15        | 16        | 17        | 18        | 19        | 20        |
| 39        | 21        | 22        | 23        | 24        | 25        | 26        | 27        |
| 40        | 28        | 29        | 30        |           |           |           |           |

| Oktober | Oktober | Oktober | Oktober | Oktober | Oktober | Oktober | Oktober |
| Kw      | Mo      | Di      | Mi      | Do      | Fr      | Sa      | So      |
| ------- | ------- | ------- | ------- | ------- | ------- | ------- | ------- |
| 40      |         |         |         | 1       | 2       | 3       | 4       |
| 41      | 5       | 6       | 7       | 8       | 9       | 10      | 11      |
| 42      | 12      | 13      | 14      | 15      | 16      | 17      | 18      |
| 43      | 19      | 20      | 21      | 22      | 23      | 24      | 25      |
| 44      | 26      | 27      | 28      | 29      | 30      | 31      |         |

| November | November | November | November | November | November | November | November |
| Kw       | Mo       | Di       | Mi       | Do       | Fr       | Sa       | So       |
| -------- | -------- | -------- | -------- | -------- | -------- | -------- | -------- |
| 44       |          |          |          |          |          |          | 1        |
| 45       | 2        | 3        | 4        | 5        | 6        | 7        | 8        |
| 46       | 9        | 10       | 11       | 12       | 13       | 14       | 15       |
| 47       | 16       | 17       | 18       | 19       | 20       | 21       | 22       |
| 48       | 23       | 24       | 25       | 26       | 27       | 28       | 29       |
| 49       | 30       |          |          |          |          |          |          |

| Dezember | Dezember | Dezember | Dezember | Dezember | Dezember | Dezember | Dezember |
| Kw       | Mo       | Di       | Mi       | Do       | Fr       | Sa       | So       |
| -------- | -------- | -------- | -------- | -------- | -------- | -------- | -------- |
| 49       |          | 1        | 2        | 3        | 4        | 5        | 6        |
| 50       | 7        | 8        | 9        | 10       | 11       | 12       | 13       |
| 51       | 14       | 15       | 16       | 17       | 18       | 19       | 20       |
| 52       | 21       | 22       | 23       | 24       | 25       | 26       | 27       |
| 53       | 28       | 29       | 30       | 31       |          |          |          |

| Januar | Januar | Januar | Januar | Januar | Januar | Januar | Januar |
| Kw     | Mo     | Di     | Mi     | Do     | Fr     | Sa     | So     |
| ------ | ------ | ------ | ------ | ------ | ------ | ------ | ------ |
| 1      |        |        |        | 1      | 2      | 3      | 4      |
| 2      | 5      | 6      | 7      | 8      | 9      | 10     | 11     |
| 3      | 12     | 13     | 14     | 15     | 16     | 17     | 18     |
| 4      | 19     | 20     | 21     | 22     | 23     | 24     | 25     |
| 5      | 26     | 27     | 28     | 29     | 30     | 31     |        |

| Februar | Februar | Februar | Februar | Februar | Februar | Februar | Februar |
| Kw      | Mo      | Di      | Mi      | Do      | Fr      | Sa      | So      |
| ------- | ------- | ------- | ------- | ------- | ------- | ------- | ------- |
| 5       |         |         |         |         |         |         | 1       |
| 6       | 2       | 3       | 4       | 5       | 6       | 7       | 8       |
| 7       | 9       | 10      | 11      | 12      | 13      | 14      | 15      |
| 8       | 16      | 17      | 18      | 19      | 20      | 21      | 22      |
| 9       | 23      | 24      | 25      | 26      | 27      | 28      |         |

| März | März | März | März | März | März | März | März |
| Kw   | Mo   | Di   | Mi   | Do   | Fr   | Sa   | So   |
| ---- | ---- | ---- | ---- | ---- | ---- | ---- | ---- |
| 9    |      |      |      |      |      |      | 1    |
| 10   | 2    | 3    | 4    | 5    | 6    | 7    | 8    |
| 11   | 9    | 10   | 11   | 12   | 13   | 14   | 15   |
| 12   | 16   | 17   | 18   | 19   | 20   | 21   | 22   |
| 13   | 23   | 24   | 25   | 26   | 27   | 28   | 29   |
| 14   | 30   | 31   |      |      |      |      |      |

| April | April | April | April | April | April | April | April |
| Kw    | Mo    | Di    | Mi    | Do    | Fr    | Sa    | So    |
| ----- | ----- | ----- | ----- | ----- | ----- | ----- | ----- |
| 14    |       |       | 1     | 2     | 3     | 4     | 5     |
| 15    | 6     | 7     | 8     | 9     | 10    | 11    | 12    |
| 16    | 13    | 14    | 15    | 16    | 17    | 18    | 19    |
| 17    | 20    | 21    | 22    | 23    | 24    | 25    | 26    |
| 18    | 27    | 28    | 29    | 30    |       |       |       |

| Mai | Mai | Mai | Mai | Mai | Mai | Mai | Mai |
| Kw  | Mo  | Di  | Mi  | Do  | Fr  | Sa  | So  |
| --- | --- | --- | --- | --- | --- | --- | --- |
| 18  |     |     |     |     | 1   | 2   | 3   |
| 19  | 4   | 5   | 6   | 7   | 8   | 9   | 10  |
| 20  | 11  | 12  | 13  | 14  | 15  | 16  | 17  |
| 21  | 18  | 19  | 20  | 21  | 22  | 23  | 24  |
| 22  | 25  | 26  | 27  | 28  | 29  | 30  | 31  |

| Juni | Juni | Juni | Juni | Juni | Juni | Juni | Juni |
| Kw   | Mo   | Di   | Mi   | Do   | Fr   | Sa   | So   |
| ---- | ---- | ---- | ---- | ---- | ---- | ---- | ---- |
| 23   | 1    | 2    | 3    | 4    | 5    | 6    | 7    |
| 24   | 8    | 9    | 10   | 11   | 12   | 13   | 14   |
| 25   | 15   | 16   | 17   | 18   | 19   | 20   | 21   |
| 26   | 22   | 23   | 24   | 25   | 26   | 27   | 28   |
| 27   | 29   | 30   |      |      |      |      |      |

| Juli | Juli | Juli | Juli | Juli | Juli | Juli | Juli |
| Kw   | Mo   | Di   | Mi   | Do   | Fr   | Sa   | So   |
| ---- | ---- | ---- | ---- | ---- | ---- | ---- | ---- |
| 27   |      |      | 1    | 2    | 3    | 4    | 5    |
| 28   | 6    | 7    | 8    | 9    | 10   | 11   | 12   |
| 29   | 13   | 14   | 15   | 16   | 17   | 18   | 19   |
| 30   | 20   | 21   | 22   | 23   | 24   | 25   | 26   |
| 31   | 27   | 28   | 29   | 30   | 31   |      |      |

| August | August | August | August | August | August | August | August |
| Kw     | Mo     | Di     | Mi     | Do     | Fr     | Sa     | So     |
| ------ | ------ | ------ | ------ | ------ | ------ | ------ | ------ |
| 31     |        |        |        |        |        | 1      | 2      |
| 32     | 3      | 4      | 5      | 6      | 7      | 8      | 9      |
| 33     | 10     | 11     | 12     | 13     | 14     | 15     | 16     |
| 34     | 17     | 18     | 19     | 20     | 21     | 22     | 23     |
| 35     | 24     | 25     | 26     | 27     | 28     | 29     | 30     |
| 36     | 31     |        |        |        |        |        |        |

| September | September | September | September | September | September | September | September |
| Kw        | Mo        | Di        | Mi        | Do        | Fr        | Sa        | So        |
| --------- | --------- | --------- | --------- | --------- | --------- | --------- | --------- |
| 36        |           | 1         | 2         | 3         | 4         | 5         | 6         |
| 37        | 7         | 8         | 9         | 10        | 11        | 12        | 13        |
| 38        | 14        | 15        | 16        | 17        | 18        | 19        | 20        |
| 39        | 21        | 22        | 23        | 24        | 25        | 26        | 27        |
| 40        | 28        | 29        | 30        |           |           |           |           |

| Oktober | Oktober | Oktober | Oktober | Oktober | Oktober | Oktober | Oktober |
| Kw      | Mo      | Di      | Mi      | Do      | Fr      | Sa      | So      |
| ------- | ------- | ------- | ------- | ------- | ------- | ------- | ------- |
| 40      |         |         |         | 1       | 2       | 3       | 4       |
| 41      | 5       | 6       | 7       | 8       | 9       | 10      | 11      |
| 42      | 12      | 13      | 14      | 15      | 16      | 17      | 18      |
| 43      | 19      | 20      | 21      | 22      | 23      | 24      | 25      |
| 44      | 26      | 27      | 28      | 29      | 30      | 31      |         |

| November | November | November | November | November | November | November | November |
| Kw       | Mo       | Di       | Mi       | Do       | Fr       | Sa       | So       |
| -------- | -------- | -------- | -------- | -------- | -------- | -------- | -------- |
| 44       |          |          |          |          |          |          | 1        |
| 45       | 2        | 3        | 4        | 5        | 6        | 7        | 8        |
| 46       | 9        | 10       | 11       | 12       | 13       | 14       | 15       |
| 47       | 16       | 17       | 18       | 19       | 20       | 21       | 22       |
| 48       | 23       | 24       | 25       | 26       | 27       | 28       | 29       |
| 49       | 30       |          |          |          |          |          |          |

| Dezember | Dezember | Dezember | Dezember | Dezember | Dezember | Dezember | Dezember |
| Kw       | Mo       | Di       | Mi       | Do       | Fr       | Sa       | So       |
| -------- | -------- | -------- | -------- | -------- | -------- | -------- | -------- |
| 49       |          | 1        | 2        | 3        | 4        | 5        | 6        |
| 50       | 7        | 8        | 9        | 10       | 11       | 12       | 13       |
| 51       | 14       | 15       | 16       | 17       | 18       | 19       | 20       |
| 52       | 21       | 22       | 23       | 24       | 25       | 26       | 27       |
| 53       | 28       | 29       | 30       | 31       |          |          |          |

## Ereignisse

### Politik und Weltgeschehen

#### Französische Revolution und Koalitionskriege
- 18. Januar: Der niederländische Statthalter Wilhelm V. (Oranien) flieht vor den anrückenden französischen Revolutionstruppen nach England.
- 19. Januar: Die Batavische Republik wird in den Niederlanden ausgerufen.

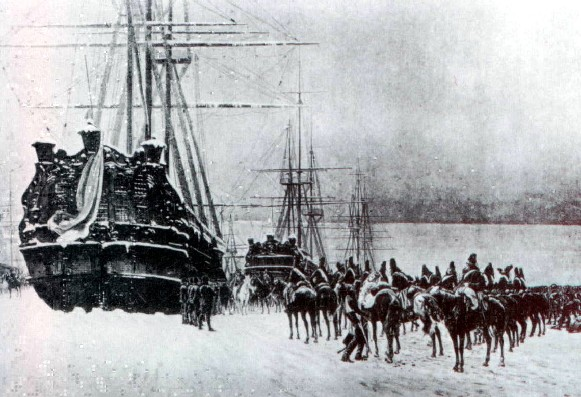
Die bei Texel im Eis eingefrorene niederländische Flotte und französische Kavallerie

- 28. Januar: Die bei Texel im Eis eingefrorene niederländische Flotte wird einer Abteilung französischer Kavallerie übergeben.
- 18. Februar: Englisch-Russischer Bündnisvertrag
- Februar: Die Engländer besetzen die niederländische Kolonie Ceylon.
- 1. April: In Paris wird der Germinal-Aufstand der Sansculotten gegen den Nationalkonvent infolge einer Hungersnot während der Französischen Revolution unblutig beendet.
- 5. April: Friede von Basel zwischen Preußen und Frankreich: Frankreich behält das linke Rheinufer.
- 7. April: Man setzt den Franc als nationale Währung als Nachfolger des Livre ein; sie war dezimal unterteilt und galt bis zum 31. Dezember 2001.
- 7. Mai: Napoleon Bonaparte erhält den Befehl, sich in die Vendée zu begeben, als General der Infanterie – in seinen Augen eine Degradierung. Weil er sich weigert, wird er im Spätsommer von der Liste der aktiven Generäle gestrichen.
- 16. Mai: Die in den Niederlanden neu geschaffene Batavische Republik schließt in Den Haag einen Friedensvertrag mit Frankreich.
- 20. Mai: Französische Revolution: In Paris kommt es im Prairial unter Beteiligung der Sansculottes zum sogenannten Prairialaufstand der hungernden Pariser Bevölkerung, die Brot und die Verfassung von 1793 einfordert. Er wird nach drei Tagen niedergeschlagen.
- 31. Mai: Französische Revolution – Das Revolutionstribunal, ein Gerichtshof für politische Prozesse, wird abgeschafft.
- 6. Juni: Das sieben Monate lang belagerte Luxemburg kapituliert im Ersten Koalitionskrieg vor französischen Revolutionstruppen.

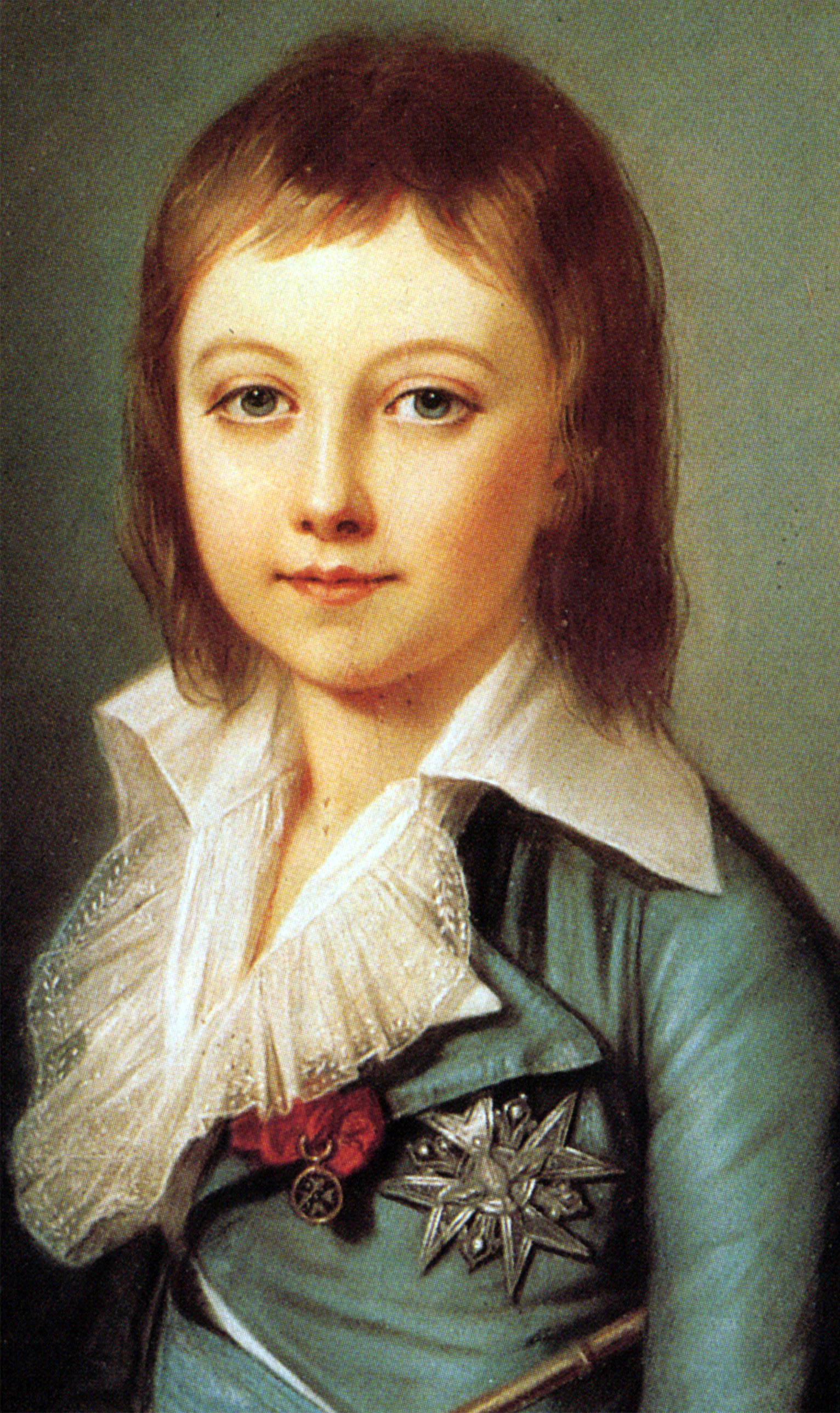
Louis Charles de Bourbon (1789)

- 8. Juni: In einem Turm des ehemaligen Templerpalastes (Temple (Paris)) stirbt der gefangengehaltene zehnjährige Kronprinz Louis Charles de Bourbon, dauphin de Viennois
- 14. Juli: Die Marseillaise wird französische Nationalhymne.
- 22. Juli: Mit dem Frieden von Basel scheidet auch Spanien aus dem Ersten Koalitionskrieg gegen Frankreich aus. Frankreich erhält ein Drittel der Insel Hispaniola (Haiti).
- 22. Juli: In der Emigrantenschlacht auf der bretonischen Halbinsel Quiberon schließt der General Lazare Hoche mit seinem Revolutionsheer ein royalistisches Heer von Chouans ein und erobert zudem das Fort Penthièvre. Die sich ihm auf Gnade oder Ungnade ergebenden 952 Gefangenen werden auf Weisung des französischen Nationalkonvents getötet.
- 22. August: In Frankreich wird die neue Direktionalverfassung beschlossen, die dem Großbürgertum Vorteile verschafft. Bei der vorangegangenen Volksabstimmung blieben die meisten Wähler zu Hause.
- 6. September: Die französische Sambre-Maas-Armee unter Jean-Baptiste Jourdan überquert bei Düsseldorf den Rhein

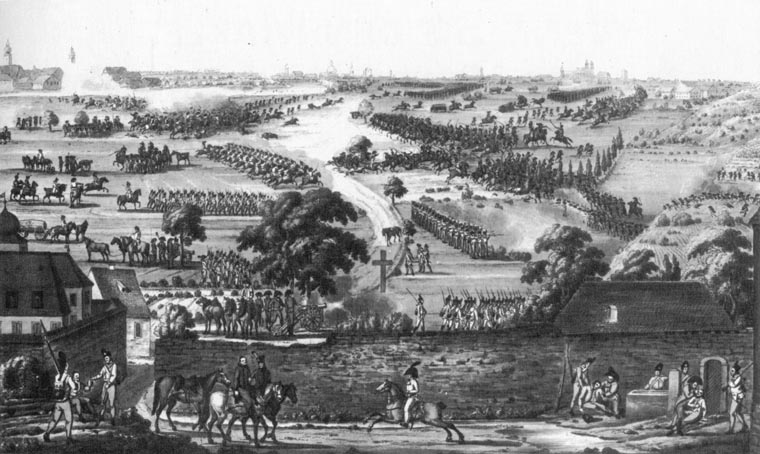
Schlacht bei Handschuhsheim

- 24. September: Ca. 4000 Mann Kaiserlicher Truppen können in der Schlacht von Heidelberg-Handschuhsheim ein mehr als dreifach stärkeres französisches Aufgebot an Revolutionstruppen zurückschlagen.
- 28. September: Österreich schließt sich dem englisch-russischen Bündnis gegen Frankreich an.
- 1. Oktober: Frankreich annektiert die Österreichischen Niederlande, in denen sich seit der Eroberung im Vorjahr Einheiten seiner Revolutionstruppen befinden.

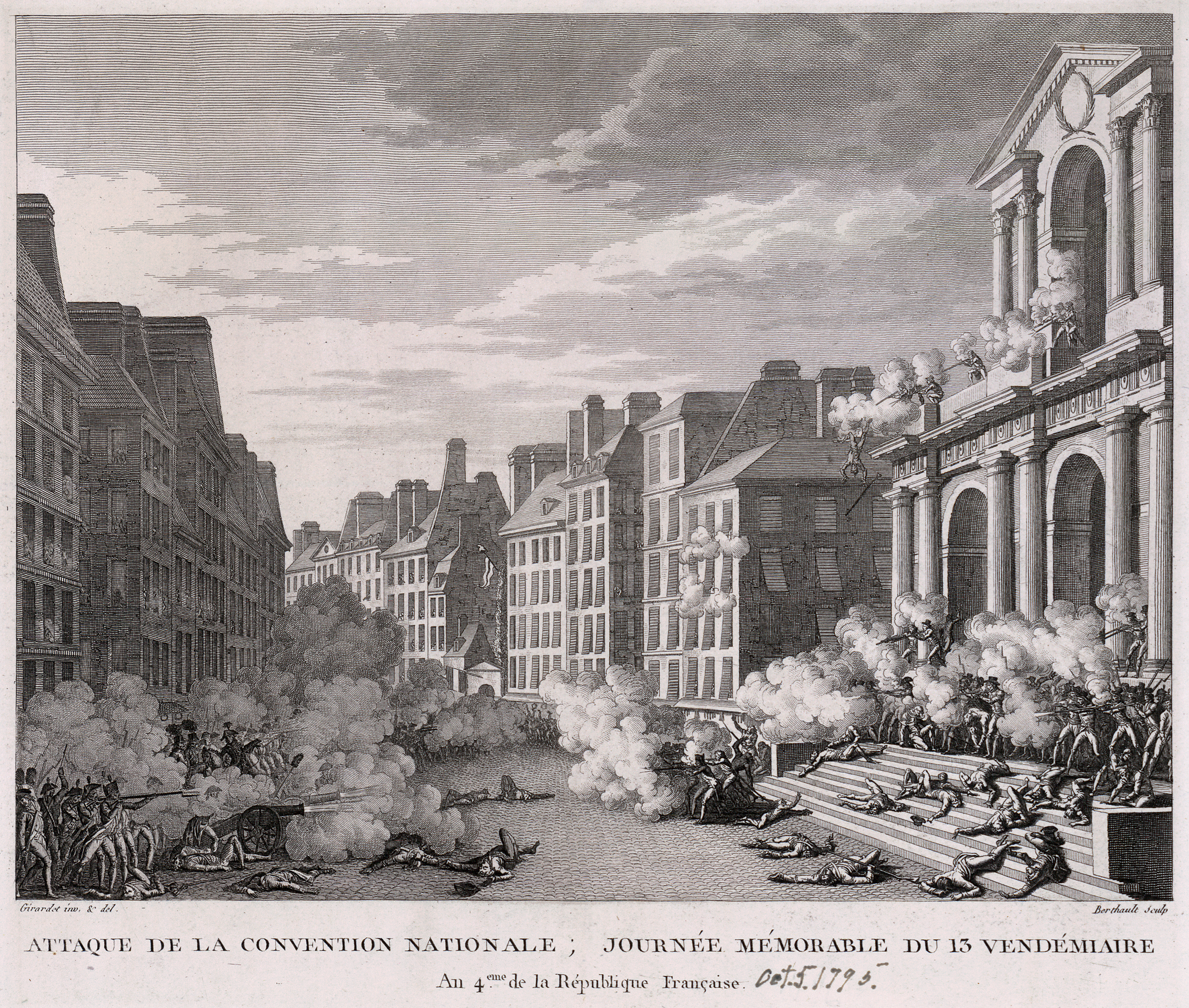
Die Niederschlagung des royalistischen Aufstands vom 13. Vendémiaire

- 5. Oktober: Brigadegeneral Napoleon Bonaparte schlägt im Auftrag des Präsidenten des französischen Nationalkonvents Paul de Barras einen Aufstand der Royalisten in Paris nieder. (13 Vendémiaire)
- 11. Oktober Ein österreichisches Heer unter Clerfait schlägt die Franzosen unter Jourdan bei Höchst.
- 26. Oktober: Der französische Nationalkonvent tagt letztmals. Die Regierungsgeschäfte führt verfassungsgemäß künftig das Direktorium.
- 29. Oktober: Österreichische Truppen entsetzen das von Franzosen belagerte Mainz.
- 31. Oktober: Auf Basis der am 26. Oktober in Kraft getretenen Verfassung des Jahres III wird in Paris das erste Direktorium bestimmt. Es besteht aus Lazare Nicolas Marguerite Carnot, Étienne-François Le Tourneur, Paul de Barras, Jean François Reubell und Louis-Marie de La Révellière-Lépeaux.
- 14. November: Im Gefecht bei Lambsheim siegt die deutsche Reichsarmee über französische Truppen.

#### Polen
- 3. Januar: In einem Vertrag zwischen Russland, Preußen und Österreich wird die dritte Teilung Polens (Erste Teilung Polens 1772, Zweite Teilung Polens 1793) geregelt.
- 18. März: Der kurländische Landtag beschließt, sich mit dem Herzogtum Kurland und Semgallen unter russische Regentschaft zu begeben. Der Herzog wird mit einer Pension abgefunden, das Gebiet als Gouvernement Kurland in das Zarenreich integriert.
- Ende April: Eingliederung Kurlands in das russische Reich.
- 24. Oktober: Der dritte polnische Teilungsvertrag wird zwischen Preußen, Russland und Österreich unterzeichnet. Er beendet die Existenz des Königreichs Polen.
- 25. November: Der polnische König Stanislaus II. August muss abdanken.

#### Eidgenossenschaft
- Memorial und Stäfner Handel

#### Amerika

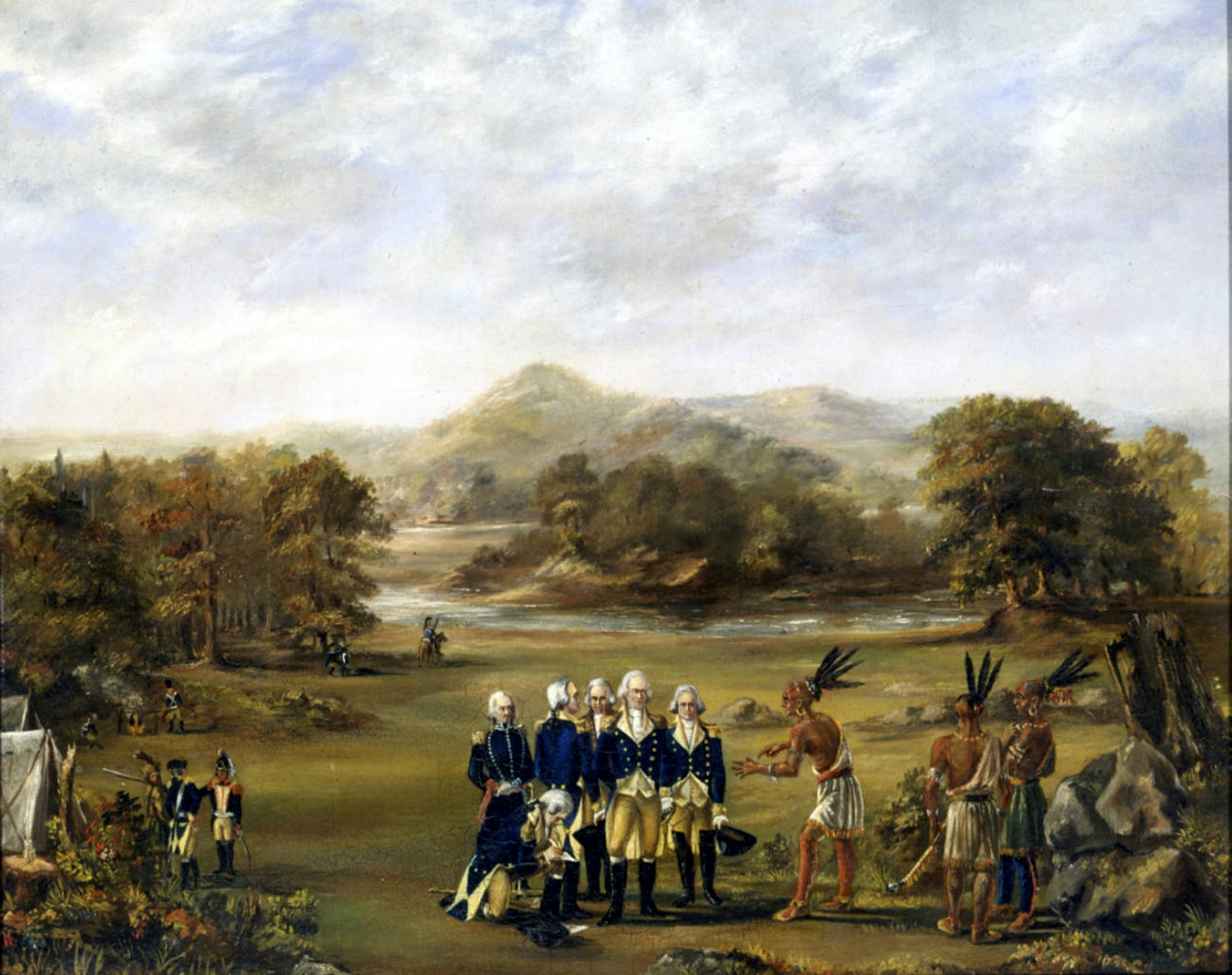
Verhandlungen über den Vertrag von Greenville

- 7. Februar: Der 11. Zusatzartikel wird ratifiziert.
- 3. August: Im Vertrag von Greenville überlassen mehrere Stämme amerikanischer Ureinwohner nach ihrer im Jahr zuvor verlorenen Schlacht von Fallen Timbers den Vereinigten Staaten große Teile des heutigen Bundesstaats Ohio. Im Gegenzug erhalten die Indianer Waren im Wert von 20.000 US-Dollar.
- 5. September: Die Vereinigten Staaten und das Osmanische Reich schließen den Friedens- und Freundschaftsvertrag von Algier.
- 27. Oktober: Im Pinckney-Vertrag kommt es in Madrid zu spanisch-amerikanischen Vereinbarungen über die gemeinsame Grenze an Mississippi und dem 31. Breitengrad. Beide Seiten gewähren einander freien Schiffsverkehr auf dem Mississippi, und US-Kaufleute dürfen Waren in New Orleans einlagern.
- 5.000 Garifuna werden von den Engländern von St. Vincent nach Honduras deportiert
- Im zweiten Naturalization Act wird bestätigt, dass nur „freie Weiße“ die amerikanische Staatsbürgerschaft erhalten können. Das im Januar 1795 verabschiedete Gesetz bleibt in Kraft, bis 1868 der 14. Zusatzartikel zur Verfassung der Vereinigten Staaten ratifiziert wird.
- Im Frühjahr 1795 bereiten Sklaven in Pointe Coupée, Louisiana einen Aufstand vor, der einer der größten Sklavenaufstände in der Geschichte der Südstaaten geworden wäre, werden am 10. April jedoch entdeckt.

#### Afrika

Flagge der Republiek Graaff-Reinet

- 6. Februar: In Graaff-Reinet wird durch eine Rebellion der Buren gegen die Niederländische Ostindien-Kompanie mit der Republik Graaff-Reinet die erste Burenrepublik gegründet.

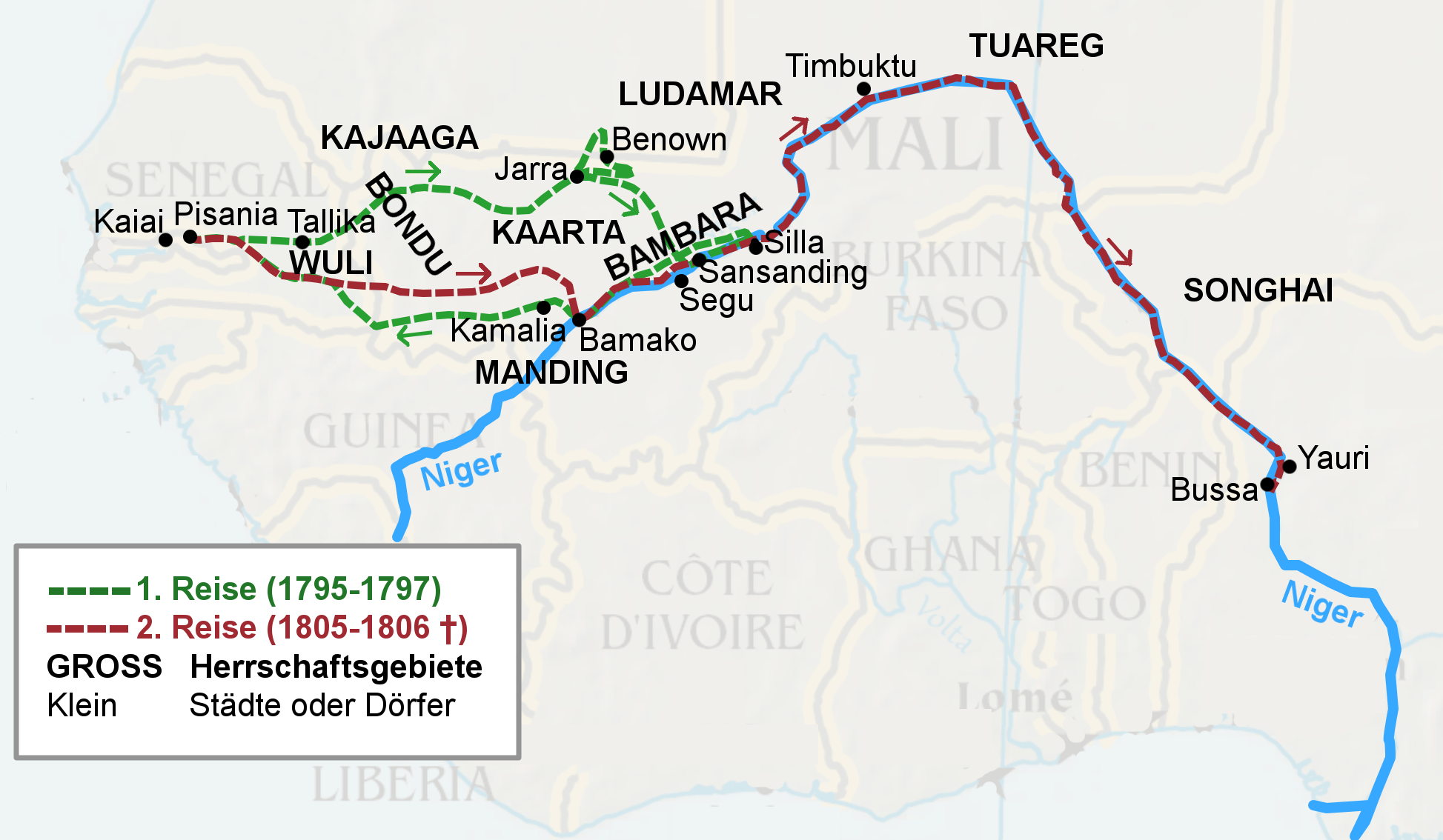
Die Reisen Mungo Parks in Westafrika

- 22. Mai: Mungo Park bricht an Bord des Handelsschiffes Endeavour von Portsmouth aus zu seiner ersten Afrika-Expedition auf, um den Lauf des Niger zu erkunden. Einen Monat später geht er in Jillifree am Gambia an Land. Nach einigen Tagen Reise landeinwärts erreicht er am 5. Juli Pisania, nahe dem heutigen Karantaba Tenda. Hier verbringt er fünf Monate in einer englischen Faktorei beim Sklavenhändler Laidley, um die Regenzeit abzuwarten, sich zu akklimatisieren und Mandingo zu lernen. Ende Juli erkrankt er vermutlich an der zu jener Zeit noch unbekannte Malaria. Ende November bricht Park mit zwei Dienern von Pisania landeinwärts auf. Ohne große Probleme durchqueren sie das Reich Wuli und erreichen am 13. Dezember die Stadt Tallika in Bondu. Am 21. Dezember trifft er in Fatteconda, der Hauptstadt Bondus ein. Da zu jener Zeit Krieg zwischen Kaarta und Bambara herrscht, und Mungo Park etlichen Flüchtlingen begegnet, wählt er, um nicht zwischen die Fronten zu geraten, den nordöstlichen Weg über Ludamar um nach Bambara zu gelangen.
- Nachdem Frankreich in den Niederlanden einmarschiert ist, landen britische Truppen unter General James Henry Craig in Kapstadt, um die Siedlung für Wilhelm V. von Oranien zu sichern. Der Gouverneur von Kapstadt übergibt nach anfänglicher Weigerung am 16. September die Kapkolonie den Briten. Dazu ist er umso mehr bereit, als die Khoi Khoi die instabile Lage nutzen und sich den Briten anschließen.

#### Asien
- 11. September: Ein persisches Heer unter Aga Mohammed Khan marschiert in Georgien ein und vernichtet dessen völlig überraschtes Heer in der Schlacht von Krtsanisi. Danach erobert er die georgische Hauptstadt Tiflis, zerstört große Teile der Stadt und führt rund 22.000 Menschen in die Sklaverei.

#### Ozeanien
- Mit Hilfe europäischer Feuerwaffen beginnt Kamehameha I. mit der Einigung der Hawaii-Inseln. Er erobert die Inseln Oʻahu und Molokaʻi in blutigen Kämpfen und gründet das Königreich Hawaii.

### Wirtschaft
- 15. August: In Frankreich wird die Livre formell durch den Franc ersetzt.

### Wissenschaft und Technik
- 25. Juni: Zur Lösung des Längenproblems, das die Schifffahrt auf See mit Längengraden hat, entsteht in Frankreich das Bureau des Longitudes.
- James Hutton veröffentlicht das Buch mit zwei Bänden Theory of the Earth. Darin betont er die Bedeutung langsamer, aber beständiger geologischer Prozesse, die die Oberfläche der Erde formen. Außerdem entwickelt er das Konzept des Aktualismus.
- Immanuel Kant verfasst die Schrift Zum ewigen Frieden.
- Friedrich August Wolf veröffentlicht sein Werk Prolegomena ad Homerum und stößt damit die Homerische Frage an.

### Kultur
- 2. März: Joseph Haydns vorletzte Sinfonie, die mit dem Paukenwirbel, wird in London uraufgeführt.
- 29. März: In Wien erfolgt die Uraufführung des Klavierkonzerts Nr. 2 B-Dur op. 19 von Ludwig van Beethoven mit dem Komponisten als Solisten. Beethoven wird das Werk in der Folge noch öfter umarbeiten.

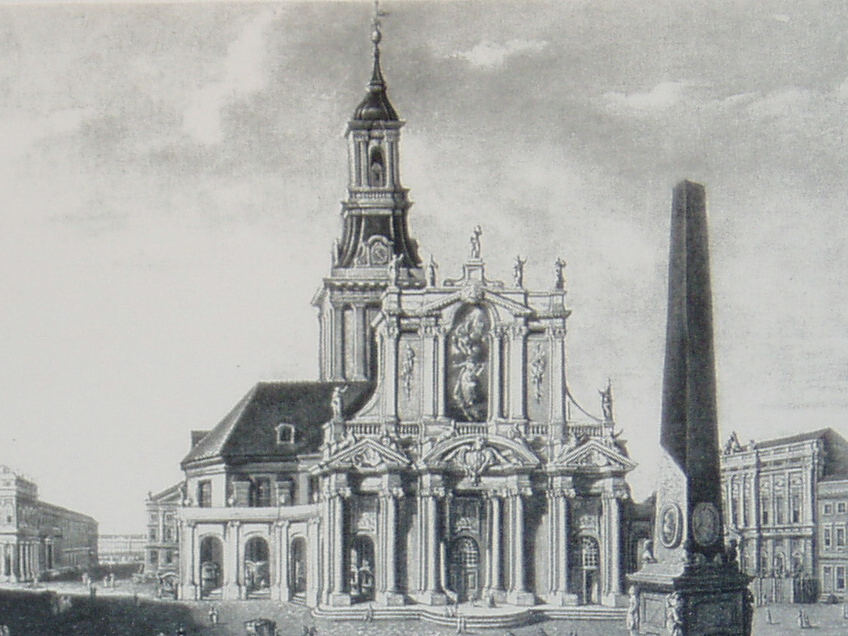
Die Nikolaikirche vor dem Brand

- 3. September: Durch unachtsames Hantieren mit Lötfeuer bei Reparaturarbeiten brennt die Kirche St. Nikolai in Potsdam vollständig aus.
- 25. Oktober: In Frankreich wird das republikanische Institut national des sciences et des arts als Nachfolgeeinrichtung der früheren königlichen Akademien geschaffen, die der Nationalkonvent am 8. August 1793 verboten hat. Die neue Organisation wird später zum Institut de France, dem auch die Académie des Beaux-Arts unterstellt ist.

### Gesellschaft
- 8. April: Der Prince of Wales und spätere britische König Georg IV. heiratet in London Caroline von Braunschweig-Wolfenbüttel. Es wird eine unglückliche Ehe.

### Katastrophen

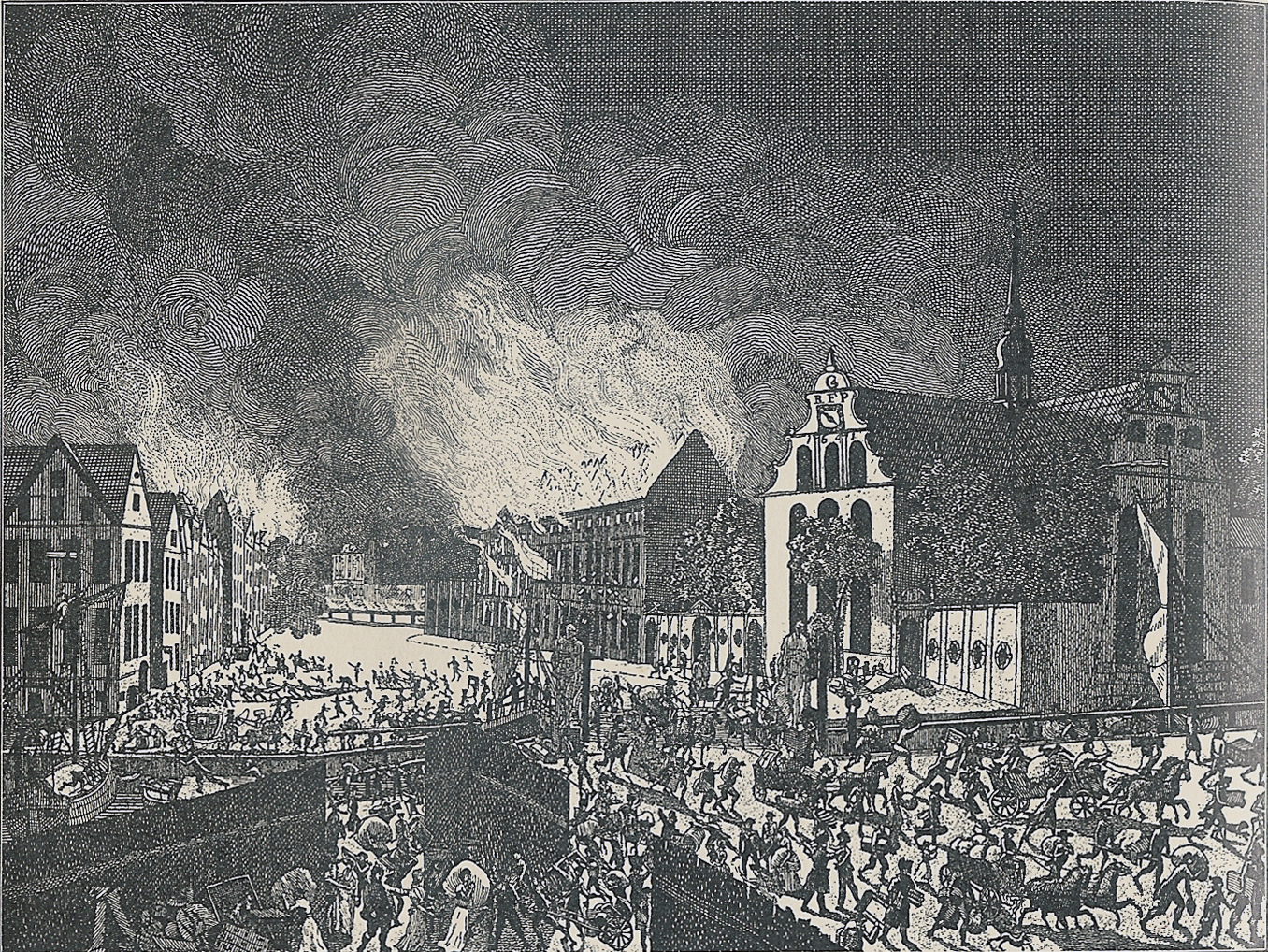
Der Brand von Kopenhagen

- Kopenhagen wird durch einen Brand im Juni zerstört.
- Hungersnot in Teilen Europas, insbesondere in Frankreich.

### Natur und Umwelt
- Seegfrörne: Der Bodensee ist komplett zugefroren.

## Geboren

### Erstes Quartal
- 05. Januar: Justus Friedrich Karl Hecker, deutscher Medizinhistoriker († 1850)
- 06. Januar: Barthélemy Bouvier, Schweizer evangelischer Geistlicher († 1848)
- 15. Januar: Alexander Gribojedow, russischer Diplomat und Dichter († 1829)
- 15. Januar: Louis Burnier, Schweizer evangelischer Geistlicher und Schulreformer († 1873)
- 15. Januar: Willem de Clercq, niederländischer Schriftsteller († 1844)
- 16. Januar: Carl Christian Rafn, dänischer Altertumsforscher († 1864)
- 17. Januar: Anselme Payen, französischer Chemiker, Physiker und Mathematiker († 1871)
- 18. Januar: Anna Pawlowna, Königin der Niederlande († 1865)
- 23. Januar: Ludwig Ferdinand Hesse, deutscher Baumeister und Architekt († 1876)
- 28. Januar: August Kunzek von Lichton, österreichischer Physiker und Mathematiker († 1865)
- 28. Januar: Friedrich Gottlob Schulze, Nationalökonom und Landwirt († 1860)
- 03. Februar: Antonio José de Sucre, südamerikanischer Freiheitsheld († 1830)
- 05. Februar: Pierre Jean Beckx, belgischer Jesuitengeneral († 1887)
- 05. Februar: Wilhelm Ritter von Haidinger, österreichischer Geologe und Mineraloge († 1871)
- 08. Februar: Friedrich Karsten, deutscher Jurist († 1833)
- 08. Februar: Moritz Saphir, österreichischer Schriftsteller († 1858)
- 09. Februar: Moritz von Prittwitz, preußischer General der Infanterie, Festungsbaudirektor († 1885)
- 10. Februar: Wolfgang Killias, Schweizer Techniker und Eisenbahnpionier († 1868)
- 10. Februar: Ary Scheffer, französischer Radierer und Bildhauer († 1858)
- 11. Februar: August Schmidt preußischer Soldat und Goldschmied  († 1899)
- 18. Februar: George Peabody, US-amerikanischer Unternehmer und Philanthrop († 1869)
- 21. Februar: Francisco Manuel da Silva, brasilianischer Komponist († 1865)
- 22. Februar: Karl Pfaff, deutscher Pädagoge, Historiker und Sängervater († 1866)
- 03. März: Gustav Harkort, deutscher Unternehmer, Bankier und Eisenbahnpionier († 1865)
- 03. März: Edward Douglass White, US-amerikanischer Politiker († 1847)
- 04. März: Luigi Bienaimé, italienischer Bildhauer († 1878)
- 05. März: André Bienvenu Roman, US-amerikanischer Politiker († 1866)
- 07. März: Ernst Ludwig von Gerlach, deutscher Publizist und Politiker († 1877)
- 07. März: Johann Georg Ramsauer, österreichischer Bergwerksbeamter und Prähistoriker († 1874)
- 10. März: Johann Martin Honigberger, Apotheker und Orientforscher († 1869)
- 12. März: William Lyon Mackenzie, schottisch-kanadischer Politiker († 1861)
- 12. März: George T. Wood, Soldat, Politiker und Gouverneur von Texas († 1858)
- 22. März: Ludwig Choris, deutsch-russischer Maler, Zeichner, Lithograf und Forschungsreisender († 1828)
- 23. März: Victoriano Castellanos Cortés, Präsident von Honduras († 1862)
- 23. März: Bernt Michael Holmboe, norwegischer Mathematiker und Didaktiker für Mathematik († 1850)
- 25. März: Jacques-Louis Randon, französischer General, Marschall von Frankreich († 1871)
- 28. März: Georg Heinrich Pertz, deutscher Historiker († 1876)

### Zweites Quartal
- 03. April: Elias Mavromichalis, griechischer Freiheitskämpfer († 1822)
- 03. April: Anna Schödl, böhmische Mäzenin († 1870)
- 08. April: August von Bethmann-Hollweg, deutscher Jurist und Politiker († 1877)
- 10. April: August Heinrich von Pachelbel-Gehag, deutscher Offizier Beamter und Gutsbesitzer († 1857)
- 17. April: George Edmund Badger, US-amerikanischer Politiker († 1866)
- 19. April: Christian Gottfried Ehrenberg, deutscher Biologe und Zoologe († 1876)
- 21. April: Charles Morgan, US-amerikanischer Eisenbahn- und Transport-Tycoon († 1878)
- 21. April: Vincenzo Pallotti, katholischer Priester und Ordensgründer († 1850)
- 24. April: Jean Théodore Bergman, niederländischer evangelischer Geistlicher, Philologe und Bibliothekar († 1878)
- 28. April: Charles Sturt, britischer Kapitän und Entdecker († 1869)
- 01. Mai: Alexandru II Ghica, Fürst der Walachei († 1862)
- 10. Mai: Augustin Thierry, französischer Historiker († 1856)
- 11. Mai: Emil Friedrich I., Landesherr über die Grafschaft Bentheim († 1837)
- 13. Mai: Pavel Jozef Šafárik, slowakischer Wissenschaftler und Dichter († 1861)
- 15. Mai: Adolf Bernhard Marx, deutscher Komponist und Musikwissenschaftler († 1866)
- 19. Mai: Johns Hopkins, US-amerikanischer Geschäftsmann und Philanthrop († 1873)
- 23. Mai: Charles Barry, englischer Architekt und Baumeister († 1860)
- 27. Mai: Friedrich August Belcke, deutscher Posaunist und Komponist († 1874)
- 13. Juni: Thomas Arnold, englischer Theologe und Pädagoge († 1842)
- 19. Juni: Joseph Biles Anthony, US-amerikanischer Politiker († 1851)
- 24. Juni: Ernst Heinrich Weber, deutscher Physiologe und Anatom († 1878)

### Drittes Quartal
- 01. Juli: Theodor Lachner, deutscher Hoforganist († 1877)
- 02. Juli: Karl Gustav Nieritz, deutscher Volks- und Jugendschriftsteller († 1876)
- 05. Juli: Ladislaus von Wrbna-Freudenthal, österreichischer Feldmarschallleutnant († 1849)
- 19. Juli: Johann Karl Christoph Vogel, deutscher Theologe, Pädagoge und Lexikograf († 1862)
- 20. Juli: Hiland Hall, US-amerikanischer Politiker († 1885)
- 21. Juli: Friedrich von Waldersee, preußischer Generalleutnant und Militärschriftsteller († 1864)
- 22. Juli: Gabriel Lamé, französischer Mathematiker und Physiker († 1870)
- 27. Juli: Ludwig Bledow, deutscher Schachspieler († 1846)
- 03. August: Anne Bignan, französische Schriftstellerin und Übersetzerin († 1861)
- 05. August: Byron Diman, US-amerikanischer Politiker († 1865)
- 06. August: Heinrich Rose, deutscher Mineraloge, analytischer Chemiker († 1864)
- 07. August: Joseph Rodman Drake, US-amerikanischer Dichter († 1820)
- 08. August: Ernst Gottschald, deutscher Verwaltungsjurist († 1871)
- 08. August: José María Obando, Präsident von Neugranada († 1861)
- 10. August: Otto Wigand, deutscher Verleger und Politiker († 1870)
- 15. August: Aaron V. Brown, US-amerikanischer Politiker († 1859)
- 16. August: Heinrich Marschner, deutscher Komponist († 1861)
- 18. August: Ludwig August Struve, Arzt († 1828)
- 20. August: Robert Field Stockton, US-amerikanischer Politiker († 1866)
- 21. August: Franz Michael d’Aubert, deutscher Politiker († 1868)
- 22. August: Gottlieb Freiherr von Ankershofen, österreichischer Historiker und Landeskonservator († 1860)
- 01. September: Rudolf von Auerswald, preußischer Beamter, Minister und Ministerpräsident († 1866)
- 04. September: Friedrich von Alberti, deutscher Geologe († 1878)
- 05. September: Rudolf von Arthaber, österreichischer Textilfabrikant, Kunstsammler und Mäzen († 1867)
- 06. September: Achille Baraguey d’Hilliers, französischer General und Marschall von Frankreich († 1878)
- 10. September: Henrik Reuterdahl, schwedischer Kirchenhistoriker und Bischof († 1870)
- 10. September: James F. Simmons, US-amerikanischer Politiker († 1864)
- 17. September: Saverio Mercadante, italienischer Opernkomponist († 1870)
- 22. September: Jesse Speight, US-amerikanischer Politiker († 1847)
- 22. September: John Pollard Gaines, US-amerikanischer Politiker († 1857)
- 24. September: Antoine-Louis Barye, französischer Bildhauer († 1875)
- 26. September: Bernardo de Sá Nogueira de Figueiredo, portugiesischer Politiker († 1876)
- 29. September: Kondrati Rylejew, russischer Dichter († 1826)
- 29. September: José Miguel de Velasco Franco, Präsident von Bolivien († 1859)

### Viertes Quartal
- 05. Oktober: Karl Ludwig Sand, Burschenschafter, Mörder von August von Kotzebue († 1820)
- 06. Oktober: Olinde Rodrigues, französischer Mathematiker, Bankier und Sozialreformer († 1851)
- 07. Oktober: Auguste Crelinger, deutsche Schauspielerin († 1865)
- 09. Oktober: Hermenegild von Francesconi, Generaldirektor der österreichischen Staatsbahnen († 1862)

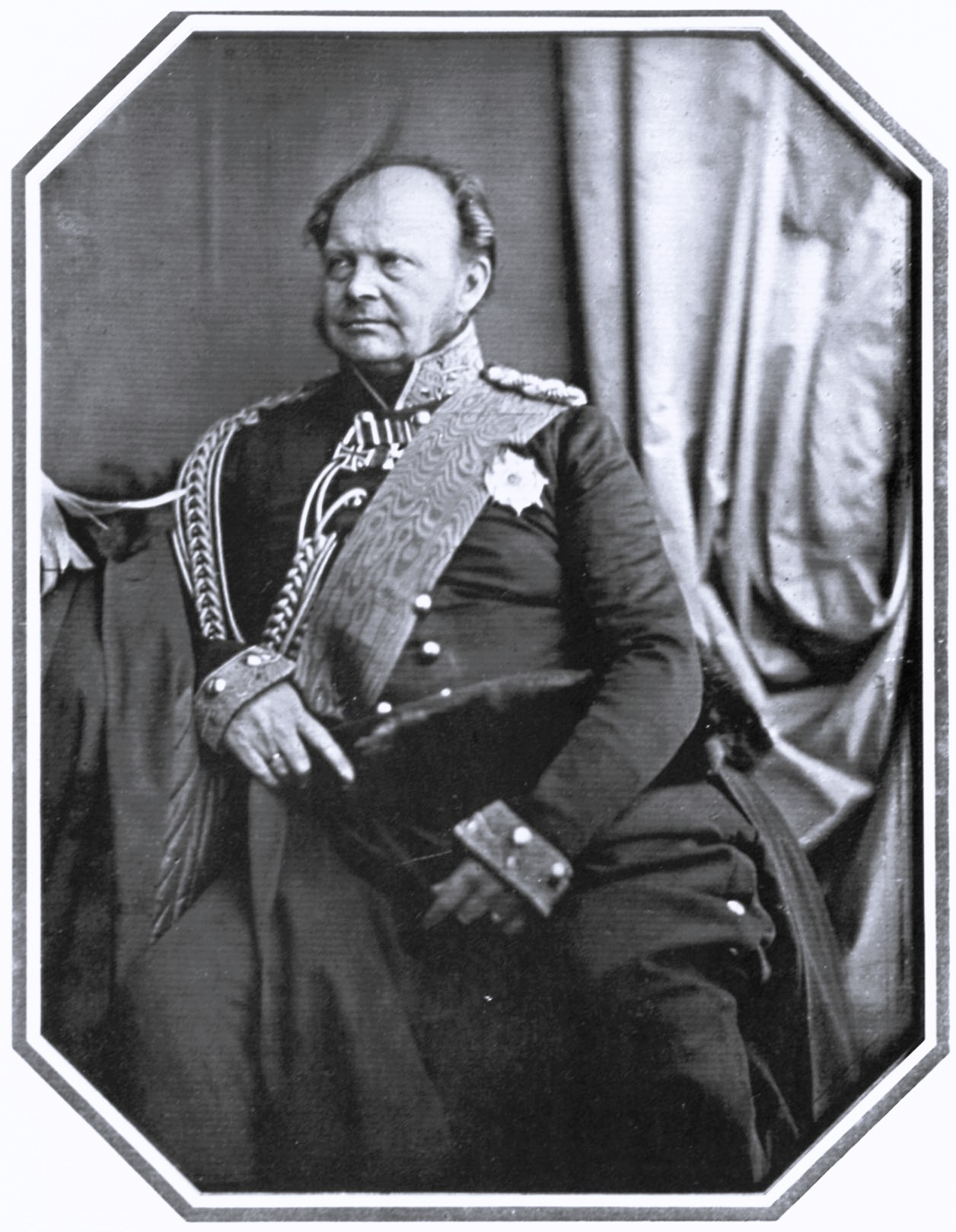
Friedrich Wilhelm IV. von Preußen, 1847

- 15. Oktober: Friedrich Wilhelm IV., preußischer König († 1861)
- 15. Oktober: Prospero Caterini, Kardinal der römisch-katholischen Kirche († 1881)
- 17. Oktober: Johann Christoph Biernatzki, Schriftsteller († 1840)
- 22. Oktober: Heinrich Conrad Carl, deutscher Unternehmer und konservativer Politiker († 1867)
- 31. Oktober: John Keats, britischer Dichter († 1821)

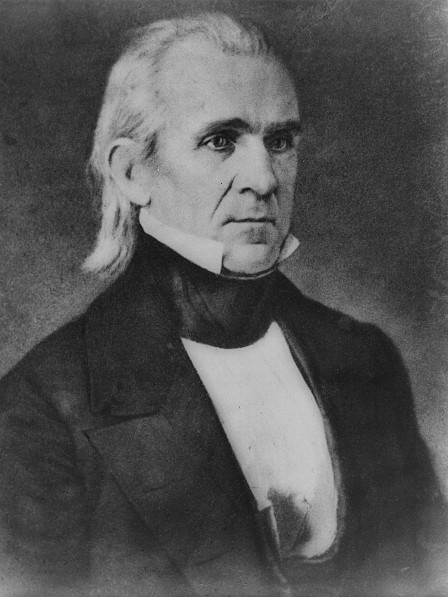
James Knox Polk, 1849

- 02. November: James K. Polk, US-amerikanischer Politiker, 11. Präsident der USA († 1849)
- 05. November: Lewis F. Linn, US-amerikanischer Politiker († 1843)
- 07. November: Hans Riddervold Norwegischer Bischof und Präsident des Stortings († 1876)
- 08. November: Albert Gottfried Dietrich, deutscher Botaniker († 1856)
- 08. November: Karl Waitz von Eschen, nordhessischer Rittergutsbesitzer und Mitglied des Preußischen Herrenhauses († 1873)
- 11. November: John Neergaard, norwegischer Politiker († 1885)
- 11. November: Moritz Heinrich Romberg, deutscher Neurologe († 1873)
- 20. November: Johann Heinrich Horstmann, deutscher Politiker († 1860)
- 21. November: Gregorio Aráoz de La Madrid, argentinischer Militärführer, General und Politiker († 1857)
- 26. November: Karl Philipp Fohr, deutscher Maler († 1818)
- 29. November: Eduard Gerhard, deutscher Archäologe († 1867)
- 03. Dezember: Rowland Hill, Reformator des englischen Postwesens († 1879)
- 04. Dezember: Thomas Carlyle, schottischer Essayist und Historiker († 1881)
- 05. Dezember: Friedrich Benedikt Wilhelm von Hermann, deutscher Nationalökonom und Wirtschaftsstatistiker († 1868)
- 08. Dezember: Jacques François Gallay, französischer Hornist († 1864)
- 08. Dezember: Peter Andreas Hansen, Astronom († 1874)
- 10. Dezember: Anton von Prokesch-Osten, österreichischer Diplomat und General († 1876)
- 10. Dezember: Caspar Kummer, deutscher Flötist, Komponist und Musikpädagoge der Romantik († 1870)
- 10. Dezember: Matthias William Baldwin, US-amerikanischer Industrieller († 1866)
- 11. Dezember: Friedrich Schlemm, deutscher Arzt und Anatom († 1858)
- 14. Dezember: Elisabetha Grossmann, Schweizer Schifferin († 1858)
- 17. Dezember: Benjamin Franklin Butler, US-amerikanischer Politiker († 1858)
- 19. Dezember: Karl Gustav Hesse, deutscher Mediziner und Schriftsteller († 1851)
- 19. Dezember: Karl Gottlob Prinz, deutscher Tiermediziner († 1848)
- 21. Dezember: Leopold von Ranke, deutscher Historiker († 1886)
- 22. Dezember: Thomas Ainsworth, englisch-niederländischer Textilindustrieller († 1841)
- 26. Dezember: William Drummond Stewart, britischer Offizier und Abenteurer († 1871)

### Genaues Geburtsdatum unbekannt
- Anastasius Adam,  Schweizer Geistlicher und Mitglied des Minoritenordens (Franziskaner-Konventualen) († 1848)
- Sebastián Ágreda, bolivianischer General und Politiker († 1875)
- Joseph Anders, österreichischer Offizier († 1869)
- Sahle Selassie, Meridazmatch und Negus von Schoa († 1847)
- Georg Michael Gramlich, deutscher Kaufmann und Konsul, († 1880)

## Gestorben

### Januar bis April
- 05. Januar: Philipp Gotthard von Schaffgotsch, Fürstbischof von Breslau (* 1716)
- 08. Januar: Friedrich Christoph Schmincke, deutscher Bibliothekar und Historiker (* 1724)
- 12. Januar: Johann Wilhelm Zanders, deutscher Unternehmer und Papierfabrikant († 1831)
- 19. Januar: Maria Teresa Agnesi Pinottini, italienische Komponistin und Cembalistin (* 1720)
- 21. Januar: Samuel Wallis, britischer Forschungsreisender (* 1728)
- 23. Januar: John Sullivan, US-amerikanischer General im Amerikanischen Unabhängigkeitskrieg (* 1740)
- 26. Januar: Johann Christoph Friedrich Bach, deutscher Musiker und Komponist (* 1732)
- 02. Februar: Ulrike Eleonore von Hessen-Philippsthal, paragierte Landgräfin von Hessen-Philippsthal (* 1732)
- 05. Februar: Philippe-Auguste de Sainte-Foix, französischer Schriftsteller (* 1721)
- 08. Februar: Johann Rudolf Ulrich, Schweizer evangelischer Geistlicher und Hochschullehrer (* 1728)
- 09. Februar: John Penn, letzter britischer Kolonialgouverneur von Pennsylvania (* 1729)
- 11. Februar: Jean René Moreaux, französischer General (* 1758)
- 14. Februar: Franz Ludwig von Erthal, Bischof von Würzburg und Bamberg (* 1730)
- 23. Februar: Johann Siegfried Hufnagel, deutscher Pfarrer und Entomologe (* 1724)
- 26. Februar: Christian Friedrich Nürnberger, deutscher Mediziner und Botaniker (* 1744)
- 27. Februar: Tanikaze Kajinosuke, Sumōringer und vierter Yokozuna (* 1750)
- 02. März: Johann Nicolaus Schrage, deutscher evangelischer Theologe (* 1753)
- 05. März: Joseph Reicha, deutscher Cellist und Komponist (* 1752)
- 08. März: John Collins, US-amerikanischer Politiker (* 1717)
- 09. März: John Armstrong, US-amerikanischer Bauingenieur, Generalmajor und Politiker (* 1717)
- 13. März: Friedrich Wilhelm Utsch, Erbförster des Mainzer Kurfürsten (* 1732)
- 18. März: Wolfgang Ludwig Hörmann von und zu Gutenberg, deutscher Kanzleidirektor und Stadtchronist (* 1713)
- 21. März: Giovanni Arduino, italienischer Geologe (* 1714)
- 21. März: Honoré III., Fürst von Monaco (* 1720)
- 12. April: Johann Kaspar Basselet von La Rosée, bayerischer General (* 1710)
- 24. April: Johannes Schlottmann, deutscher Orgelbauer (* 1726)
- 28. April: Leopold Ludwig von Anhalt, Graf von Anhalt (* 1729)

### Mai bis August
- 04. Mai: Georg Alexander Heinrich Herrmann von Callenberg, Standesherr der Freien Standesherrschaft Muskau (* 1744)
- 04. Mai: John Kean, US-amerikanischer Politiker (* 1756)
- 07. Mai: Antoine Quentin Fouquier-Tinville, französischer Revolutionär (* 1746)
- 08. Mai: Isaac Motte, US-amerikanischer Politiker (* 1738)
- 12. Mai: Johann George Albrecht Bacmeister, deutscher Regierungsrat (* 1747)
- 16. Mai: Johann Friedrich Karl von Alvensleben, britisch-hannoverscher Minister (* 1714)
- 18. Mai: Christlieb Ehregott Gellert, deutscher Metallurge und Mineraloge (* 1713)
- 18. Mai: Robert Rogers, britisch-amerikanischer Offizier (* 1731)
- 19. Mai: Josiah Bartlett, Delegierter für New Hampshire im Kontinentalkongress (* 1729)
- 19. Mai: James Boswell, schottischer Schriftsteller und Rechtsanwalt (* 1740)
- 19. Mai: Eiler Hagerup, norwegischer Jurist (* 1736)
- 20. Mai: Ludwig Eugen, Herzog von Württemberg (* 1731)
- 22. Mai: Friedrich Wilhelm Marpurg, deutscher Musiktheoretiker und -kritiker der Aufklärung (* 1718)
- 01. Juni: John De Hart, Delegierter von New Jersey im Kontinentalkongress (* 1727)
- 08. Juni: Catharina Helena Dörrien, deutsche Botanikerin, Malerin und Erzieherin (* 1717)
- 08. Juni: Ludwig XVII., Dauphin von Frankreich (* 1785)
- 12. Juni: Johann Christian Brand, österreichischer Maler, Zeichner, Radierer und Kupferstecher (* 1722)
- 17. Juni: Charles-Gilbert Romme, französischer Mathematiker und Politiker, Märtyrer des Prairial-Aufstandes (* 1750)
- 23. Juni: Alexei Petrowitsch Antropow, russischer Maler (* 1716)
- 24. Juni: William Smellie, schottischer Enzyklopädist und Naturforscher (* 1740)
- 29. Juni: Ernst Daniel Adami, deutscher Kapellmeister, Organist, Musikpädagoge, Schriftsteller, Chordirektor, Lehrer und Theologe (* 1716)
- 05. Juli: Antonio de Ulloa, spanischer Gelehrter und Admiral (* 1716)
- 06. Juli: Christian Gottlieb Kratzenstein, deutscher Professor und Naturforscher (* 1723)
- 10. Juli: Omar Ali Saifuddin I., Sultan von Brunei (* 1711)
- 13. Juli: Johann Gottlieb Waldin, deutscher Hochschullehrer (* 1728)
- 18. Juli: Andreas Nitsche, sorbischer Reisender und Gelehrter (* 1731)
- 22. Juli: Johann Caspar Ludwig Mencke, deutscher Rechtswissenschaftler (* 1752)
- 23. Juli: Antoine Maurice der Jüngere, Schweizer evangelischer Geistlicher und Hochschullehrer (* 1716)
- 30. Juli: Allard Hulshoff, niederländischer reformierter Theologe (* 1734)
- 03. August: Jerry Abershawe, englischer Straßenräuber (* 1773)
- 04. August: Francisco Bayeu, spanischer Maler (* 1734)
- 15. August: Carl Friedrich Gerstlacher, Jurist, Publizist, Universitätsprofessor und Beamter (* 1732)
- 19. August: Friedrich Hartmann Graf, deutscher Komponist (* 1727)
- 21. August: Joseph Franz Anton von Auersperg, Bischof von Lavant, Bischof von Gurk, Fürstbischof von Passau und Kardinal (* 1734)
- 21. August: Pierre Michel d’Ixnard, französischer Baumeister des Klassizismus (* 1723)
- 26. August: Alessandro Cagliostro, italienischer Alchemist und Hochstapler (* 1743)
- 31. August: Maruyama Ōkyo, japanischer Maler (* 1733)
- 31. August: François-André Danican Philidor, französischer Komponist und Schachspieler (* 1726)

### September bis Dezember
- 11. September: Iwan Iwanowitsch Bezkoi, Schulreformer, Berater für Bildung und Präsident der Russischen Kunstakademie (* 1704)
- 21. September: Guglielmo Pallotta, katholischer Kardinal (* 1727)
- 22. September: Sayat Nova, armenischer Sänger, Dichter, Geistlicher und Komponist (* 1712)
- 13. Oktober: William Prescott, US-amerikanischer Oberst im Amerikanischen Unabhängigkeitskrieg (* 1726)
- 16. Oktober: Joseph Le Bon, französischer Revolutionär (* 1765)
- 25. Oktober: Francesco Antonio Uttini, italienischer Komponist (* 1723)
- 26. Oktober: Carl Conti, österreichischer Kupferstecher (* 1741)
- 000Oktober: Robert Bakewell, britischer Landwirt und Agronom (* 1725)
- 06. November: Georg Anton Benda, böhmisch-deutscher Kapellmeister und Komponist (* 1722)
- 11. November: Johann Adam von Auersperg, Fürst, Oberstkämmerer und Erblandmarschall von Tirol (* 1721)
- 15. November: Charles-Amédée-Philippe van Loo, französischer Porträtmaler (* 1719)
- 17. November: Alexander Abercromby, schottischer Jurist und Essayist (* 1745)
- 19. November: Thomas Linley senior, englischer Musiker und Bühnenkomponist (* 1733)
- 26. November: Nicola Spedalieri, italienischer Philosoph und Autor (* 1740)
- 08. Dezember: Josep de Boltas, Bischof von Urgell (* 1738)
- 08. Dezember: Giovanni Battista Casanova, italienischer Maler (* 1730)
- 19. Dezember Tyge Rothe, dänischer Verfasser (* 1731)
- 23. Dezember: Henry Clinton, britischer General und Oberbefehlshaber britischer Streitkräfte (* 1730)
- 30. Dezember: Franz Bernhard von Keeß, österreichischer Jurist und Dirigent (* 1720)

### Genaues Todesdatum unbekannt
- George Adams junior, englischer Instrumentenbauer und Verfasser wissenschaftlicher Bücher (* 1750)
- Antoine de Léris, französischer Schriftsteller (* 1723)